# Wieringen

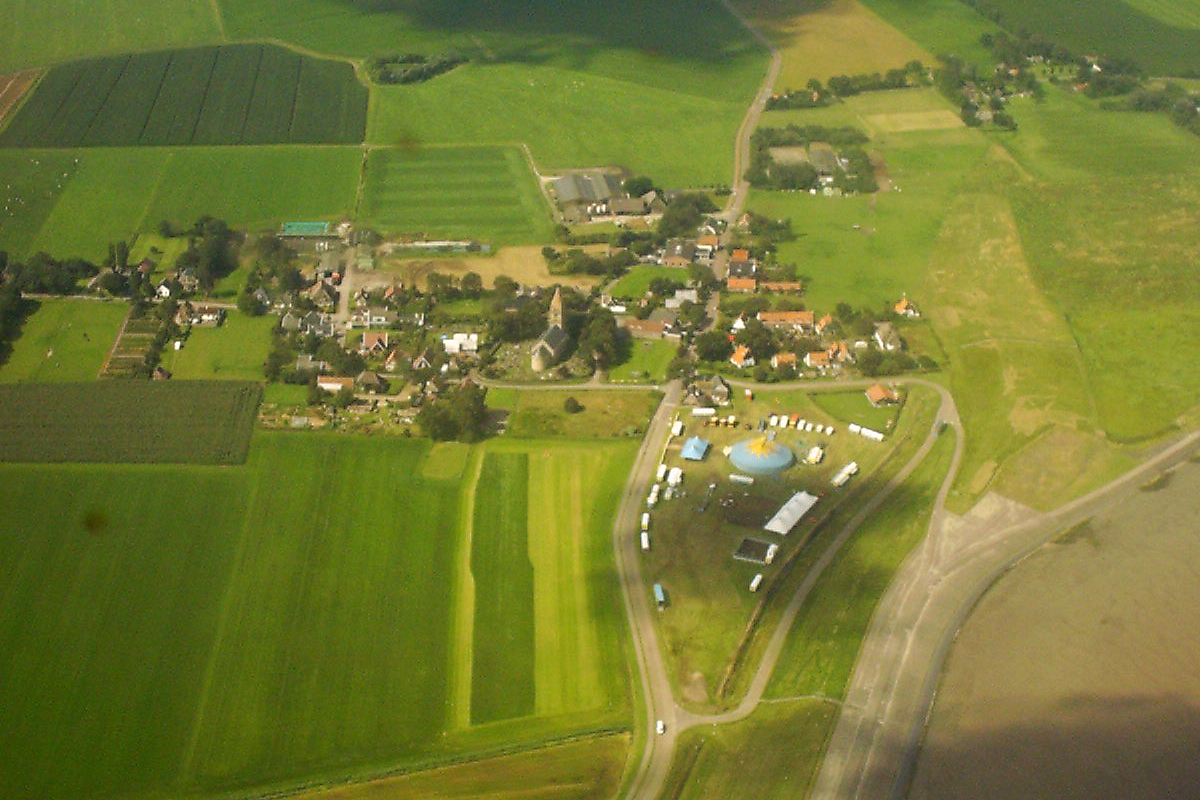
Oosterland.

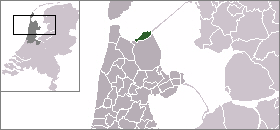
Wieringens läge i Nederländerna.

Wieringen var en kommun i provinsen Noord-Holland i Nederländerna. Kommunens totala area var 212,50 km² (där 185,73 km² var vatten) och invånarantalet var på 8 451 invånare (2004). 
Sedan 2012 ingår Wieringen i kommunen Hollands Kroon.